# Oganes Dawtjan
Oganes Karapetowitsch Dawtjan (armenisch Հովհաննես Կարապետի Դավթյան (Խանոյան), in englischsprachigen Veröffentlichungen O. K. Davtyan, * 15. April 1911 in Armenien; † 1. Dezember 1990 in Jerewan) war ein aus Armenien stammender Wissenschaftler, der in Moskau und in Odessa forschte, insbesondere an Brennstoffzellen, und 1947 das erste Buch über Brennstoffzellen veröffentlichte.
Dawtjan arbeitete ab 1935 am Moskauer Institut für Öl und Gas. Er arbeitete in den 1940er Jahren an Festoxidbrennstoffzellen und untersuchte dafür verschiedene Oxidmischungen. 1944 promovierte er mit einer Arbeit über Brennstoffzellen. Er untersuchte sowohl Hochtemperaturzellen als auch alkalische Brennstoffzellen, die bei Raumtemperatur arbeiteten.
1947 veröffentlichte er eine Monographie, das erste Buch zum Thema Brennstoffzellen. Später leitete Dawtjan eine Arbeitsgruppe an der Nationalen Universität in Odessa in der Ukraine und forschte dort nicht nur an Brennstoffzellen, sondern auch an Batterien und an weiteren Themen, z. B. der Elektrokatalyse oder der Quantenchemie. Er veröffentlichte über 500 Publikationen.

## Werke (Auswahl)
- Gas cell with a solid electrolyte, 1946 OCLC 18472346
- Das Problem der direkten Umwandlung der Chemischen Energie von Brennstoffen in elektrische Energie (auf Russisch), Akademie der Wissenschaften, Moskau, 1947[2] (1950 als Direct conversion of chemical energy of fuel into electrical energy, Leatherhead OCLC 249124963, British Electrical and Allied Industries Research Association OCLC 320808730)